# Ulica Fryderyka Chopina w Katowicach

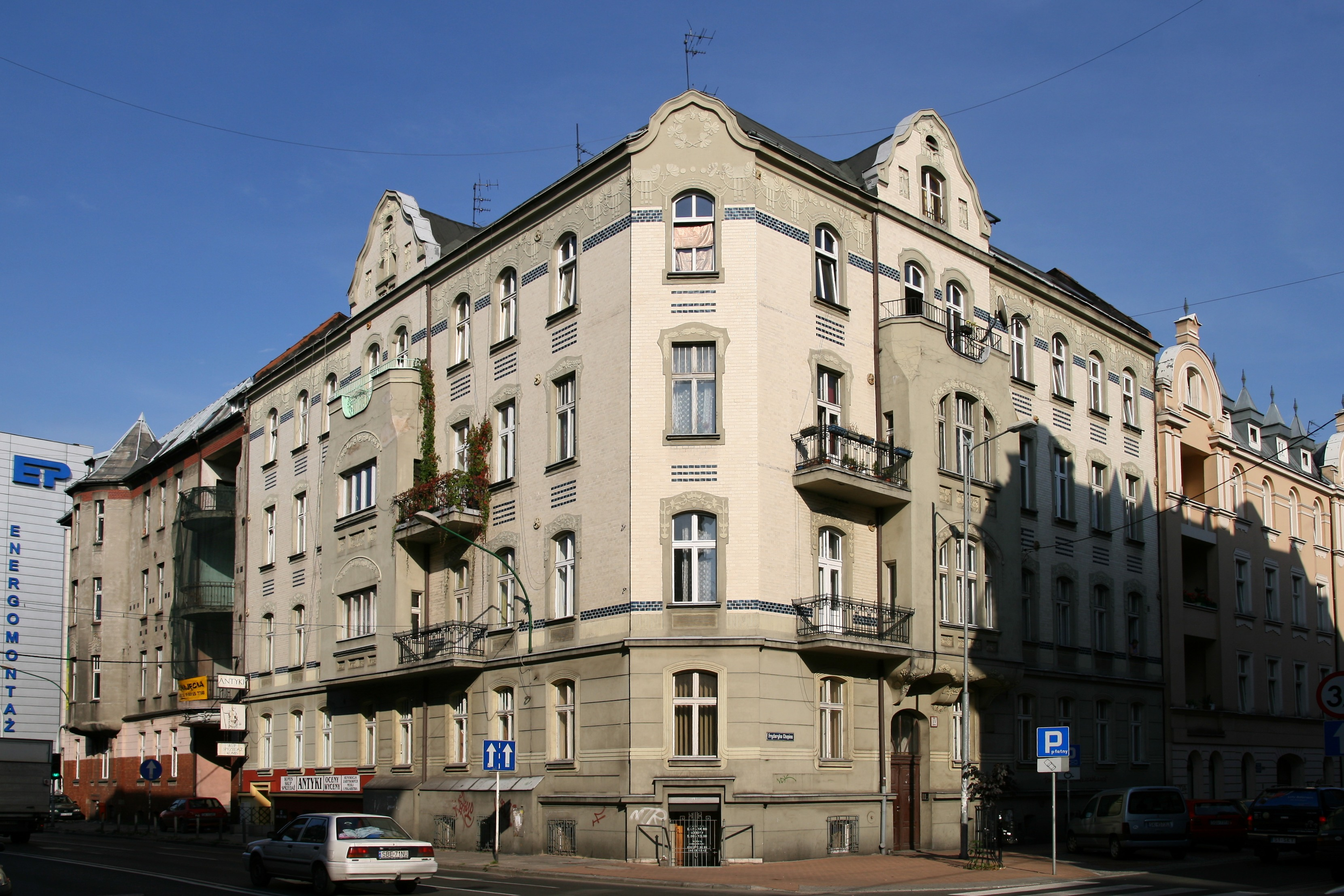
Kamienica przy ul. Fryderyka Chopina 11 (róg z ul. Sokolską)

Ulica Fryderyka Chopina w Katowicach – jedna z ulic w katowickiej dzielnicy Śródmieście. Ulica rozpoczyna swój bieg od skrzyżowania z ulicą Adama Mickiewicza i ulicą Stawową. Następnie krzyżuje się z ulicą Juliusza Słowackiego. Kończy swój bieg przy ulicy Sokolskiej.

## Opis
Przy ulicy Fryderyka Chopina znajdują się następujące historyczne obiekty:
- budynek dawnego Banku Państwowego (ul. F. Chopina 1), został wzniesiony w 1914, według projektu architekta J. Kutza, w stylu modernistycznym[3];
- narożna kamienica mieszkalno-handlowa (ul. F. Chopina 2, róg z ul. Stawową)[3];
- narożna kamienica mieszkalna (ul. F. Chopina 3, ul. J. Słowackiego 8), wzniesiona w latach dwudziestych XX wieku[3];
- kamienica mieszkalno-handlowa (ul. F. Chopina 4)[3], została wybudowana w 1899, według projektu Georga Zimmermanna, w stylu eklektycznym; w latach 30. XX wieku nadbudowano jedną kondygnację. Budynek wzniesiono na planie zbliżonym do litery "U". Okna kamienicy posiadają tynkowane opaski, na drugiej i trzeciej kondygnacji wieńczą je łukowe naczółki, wypełnione dekoracjami sztukatorskimi; elewacja frontowa budynku jest niesymetryczna (kamienica tworzy symetryczną całość wraz z sąsiednią kamienicą pod numerem 6); dekoracyjny gzyms znajduje się nad czwartą kondygnacją;
- narożna kamienica mieszkalna (ul. F. Chopina 5, ul. J. Słowackiego 17)[3];
- kamienica mieszkalno-handlowa (ul. F. Chopina 6)[3], została wybudowana w 1899, według projektu Georga Zimmermanna, (nadbudowana w 1934; wzniesiono ją na rzucie prostokąta z boczną oficyną; elewacja kamienicy jest odbiciem elewacji kamienicy pod numerem 4;
- kamienica mieszkalna (ul. F. Chopina 7)[3];
- kamienica mieszkalno-handlowa (ul. F. Chopina 8)[3], została wybudowana w 1900, według projektu Frantza Blindowa, w stylu eklektycznym z elementami neorenesansu północnego (niemieckiego) i neobaroku; budynek posiada oficjały boczne i tylny, jego elewacja jest symetryczna (przebudowana na parterze), ma także tynkowane wykusze; w 2009 wyremontowano kamienicę przy ul. F. Chopina 8 na potrzeby Domu Dziecka "Zakątek"[4];
- kamienica mieszkalna (ul. F. Chopina 9)[3];
- narożna kamienica mieszkalna (ul. F. Chopina 10, ul. J. Słowackiego 10)[3];
- narożna kamienica mieszkalna (ul. F. Chopina 11, róg z ul. Sokolską)[3];
- narożna kamienica mieszkalna (ul. F. Chopina 12, ul. J. Słowackiego 19)[3];
- kamienica mieszkalna (ul. F. Chopina 14)[3];
- kamienica mieszkalna (ul. F. Chopina 16)[3];
- narożna kamienica mieszkalna (ul. F. Chopina 18, róg z ul. Sokolską)[3] (w kamienicy 23 października 2014 nastąpił wybuch gazu; zawaliła się część budynku, sąsiadująca z kamienicą nr 16[5]).

W okresie Rzeszy Niemieckiej ulicę nazywano Meisterstraße – nazwana na cześć dyrygenta Oskara Meistera. Taką też nazwę nosiła w okresie niemieckiej okupacji Polski (1939-1945). Przed I wojną światową przy skrzyżowaniu Meisterstraße, August-Schneiderstraße (obecnie ul. A. Mickiewicza) i Teichstraße (obecnie ul. Stawowa) istniał Tiele-Winckler Platz (pol. plac Tiele-Wincklerów).
Przy ul. Fryderyka Chopina swoją siedzibę posiadają: agencje finansowe, przedsiębiorstwa wielobranżowe, Klub Wysokogórski w Katowicach, Krajowe Forum Bezrobotnych – Stowarzyszenie Społeczne, gabinety medyczne, banki.
W 2007 ulicę przebudowano za około 580 000 złotych. Wykonano chodniki i ograniczono ruch kołowy, który odbywa się tylko w jednym kierunku.
23 października 2014 w jednym z budynków przy ul. Chopina 18 wybuchł gaz, wskutek czego zginęli m.in. Dariusz Kmiecik (prezenter TVN), jego żona Brygida Frosztęga-Kmiecik (prezenterka TVP) oraz ich syn Remigiusz.